# Escudo de la República Socialista Soviética de Armenia
El escudo de armas de la República Socialista Soviética de Armenia fue adoptado en 1937 por el gobierno de la República Socialista Soviética de Armenia. Está basado en el emblema nacional de la URSS.

## Descripción
El escudo está compuesto por el Monte Ararat (un icono armenio), debajo del cual hay un racimo de uvas (que representan la tradicional historia bíblica de la primera viña que Noé plantó al descender de su arca). A ambos lados de las uvas hay espigas de trigo, símbolo de la agricultura y de los recursos naturales armenios. Sobre el monte Ararat está la hoz y el martillo (tradicionales símbolos soviéticos) con la estrella roja detrás de ellos. Afuera de esto, en el borde exterior color blanco están impresas las palabras “República Socialista Soviética de Armenia” en armenio (Հայկական Սովետական Սոցիալիստական Հանրապետություն), mientras que abajo en el centro del borde exterior está el lema de la Unión Soviética, «¡Proletarios de todos los países, uníos!» tanto en armenio (Պրոլետարներ բոլոր երկրների, միացե'ք) como en ruso (Пролетарии всех стран, соединяйтесь!).

## Historia
La Constitución de la República Socialista Soviética de Armenia, adoptada por el Primer Congreso de los Soviets de Armenia el 2 de febrero de 1922, aprobó la descripción del escudo de armas de la República Socialista Soviética de Armenia. El emblema era una imagen de las crestas de la Masis Mayor y Menor (Ararat), sobre las cuales, en los rayos del sol naciente, había una hoz y un martillo, al pie, un arbusto de uvas con enredaderas y hojas, espigas de trigo, ramas de olivo. Alrededor del escudo de armas en los márgenes había inscripciones en armenio "La República Socialista Soviética de Armenia" y "¡Proletarios de todos los países, uníos!"
El nombre de la república en armenio en el escudo de armas de 1922 se leyó como " Hayastani Socialist Khordhayin Hanrapetutiun " (República Socialista Soviética de Armenia). La imagen de los brazos fue realizada por Martiros Saryan y Hakob Kodzhoyan.
La inclusión del Monte Ararat generó objeciones por parte de Turquía porque esa montaña es parte de su territorio. El Kremlin ripostó que aunque el símbolo turco es la media luna, esto no significaba que Turquía reclamara la luna para sí.
En 1927 cambió el orden de las palabras en nombre de la república. La "República Socialista Soviética de Armenia" fue reemplazada por la "República Socialista Soviética de Armenia". El extraordinario IX Congreso de los Soviets de la República Socialista Soviética de Armenia adoptó el 23 de marzo de 1937 una nueva Constitución. Se cambió el escudo de armas: se reemplazó una corona de olivo con espigas de grano, el disco del sol naciente y sus rayos se eliminaron de la imagen, la hoz y el martillo se iluminaron con una estrella de cinco puntas, la inscripción "Socialista soviético armenio República "(" Hayastani Socialista Khordhayin Hanrapetutiun ", HSKH en armenio) y" ¡Trabajadores de todos los países, uníos! " (en armenio y ruso).
El decreto del Presídium del Sóviet Supremo de la República Socialista Soviética de Armenia del 6 de septiembre de 1940 estableció una nueva traducción de las palabras "países" en el idioma armenio en el lema del emblema, y el 29 de marzo de 1941, el diseño de se aprobó el emblema con la nueva versión del lema.
En el escudo de armas, se cambiaron las palabras armenias de "soviético" y "república". Una nueva versión del nombre de la república en armenio: " Haykakan Sovetakan Sotsialistakan Respublika " ( HSSR ). Desde 1966, la palabra "República" se ha traducido de nuevo al idioma antiguo hasta el final de la RSS de Armenia y, por primera vez, la República de Armenia tenía la inscripción " Haykakan Sovetakan Socialistan Hanrapetutiun " ( HSSH ) en el escudo de armas. 
El emblema fue cambiado en 1992 al actual escudo de armas de Armenia.

Emblema de la República Socialista Soviética de Armenia (1922)
Escudo de la República Federal Socialista Soviética de Transcaucasia (1922-1923)
Escudo de la República Federal Socialista Soviética de Transcaucasia (1923-1924)
Escudo de la República Federal Socialista Soviética de Transcaucasia (1924-1930)
Escudo de la República Federal Socialista Soviética de Transcaucasia (1930-1936)